# Anillo aromático básico
| Sistemas de anillos aromáticos básicos | Sistemas de anillos aromáticos básicos | Sistemas de anillos aromáticos básicos |
| -------------------------------------- | -------------------------------------- | -------------------------------------- |
| Piridina                               | Quinoleína                             | Isoquinoleína                          |
| Acridina                               |                                        |                                        |
| Pirazina                               | Quinoxalina                            |                                        |
| Imidazol                               | Benzimidazol                           | Purina                                 |
| Pirazol                                | Indazol                                |                                        |
| Pirimidina                             | Quinazolina                            |                                        |
| Piridazina                             | Cinolina                               |                                        |

Los anillos aromáticos básicos son anillos aromáticos en los que el par solitario de electrones de un átomo de nitrógeno del anillo no forma parte del sistema aromático y se extiende en el plano del anillo. Este par solitario es responsable de la basicidad de estas bases nitrogenadas, similar al átomo de nitrógeno en las aminas. En estos compuestos, el átomo de nitrógeno no está conectado a un átomo de hidrógeno. Los compuestos aromáticos básicos se protonan y forman cationes aromáticos (por ejemplo, piridinio) en condiciones ácidas. Los ejemplos típicos de anillos aromáticos básicos son piridina o quinolina. Varios anillos contienen átomos de nitrógeno tanto básicos como no básicos, por ejemplo, imidazol y purina.
En los anillos aromáticos no básicos, el par solitario de electrones del átomo de nitrógeno está deslocalizado y contribuye al sistema de electrones aromáticos pi. En estos compuestos, el átomo de nitrógeno está conectado a un átomo de hidrógeno. Ejemplos de anillos aromáticos que contienen nitrógeno no básico son pirrol e indol.
Los anillos aromáticos básicos purinas y pirimidinas son nucleobases que se encuentran en el ADN y el ARN.